# Tetraodontidae
Los tetraodóntidos (Tetraodontidae, del griego clasico τετρα- (tetra-), "cuatro", y ὀδούς (odoús), "diente") son una familia de peces de estuarios que pertenece al orden de los Tetraodontiformes. La familia incluye numerosas especies, que reciben nombres tales como pez globo, también llamado puercoespín de mar, o avestruz de mar (coloquialmente). Reciben estas denominaciones por poseer la capacidad de hincharse, tomando agua o aire, cuando son atacados o se asustan, multiplicando varias veces su tamaño haciendo imposible que el atacante pueda tragarlo.
Morfológicamente son similares al pez erizo con el cual se encuentran emparentados, que posee grandes espinas externas que son escamas modificadas para defenderse (a diferencia de las espinas escondidas y más delgadas de Tetraodontidae, que solo son visibles cuando el pez se infla). El nombre científico hace referencia a los cuatro grandes dientes, que se encuentran fijados a una placa superior e inferior, que son utilizados para aplastar los caparazones de crustáceos y moluscos sus presas naturales. 
Por lo general se considera que los peces globo son el tercer vertebrado más venenoso del mundo, después de la rana dorada venenosa y el pez piedra. Ciertos órganos internos, tales como el hígado, y a veces la piel, contienen tetrodotoxina o tetrogodina, esta se mantiene en su piel acumulada mientras continúan su vida, y son sumamente tóxicos para la mayoría de los animales que los consumen; sin embargo, la carne de algunas especies es considerada un manjar en Japón ( 河豚, pronunciado fugu), Corea ( 복 bok o 복어  bogeo ), y China ( 河豚 hétún) cuando es preparada por chefs especialmente entrenados que saben qué parte puede ser consumida y cuánta cantidad es seguro ingerir.
Tetraodontidae contiene por lo menos unas 120 especies de peces globo en 28 géneros. Por lo general son habitantes de los trópicos y mares templados alrededor del mundo. Evitan las aguas frías, así que nunca serán vistos en zonas cercanas a los polos. Se mantienen en áreas costeras poco profundas y también sobreviven en cuerpos de agua dulce y agua salobre. Alrededor de 40 especies viven en aguas salobres. Su hábitat está conformado por entornos de vegetación, arrecifes de coral y manglares.
Por lo general son de tamaño pequeño a mediano (30 cm a 50 cm), aunque unas pocas especies pueden llegar a medir más de 100 cm. Habitan a no más de 300 m de profundidad, principalmente en zonas de arrecifes de coral.
Se alimentan de animales de concha dura como almejas y caracoles, así como de erizos de mar, algas, esponjas y pequeños invertebrados. Sus dientes están en constante crecimiento y son desgastados naturalmente gracias a su alimentación dura; de lo contrario, estos crecerían de forma anormal de tal manera que les impediría comer.

## Distribución geográfica
Son más diversos en los trópicos, relativamente infrecuentes en la zona templada y completamente ausentes de las aguas frías de las regiones polares.

## Ecología e historia vital
La mayoría de las especies de peces globo viven en aguas marinas o salobres, pero algunas pueden entrar en agua dulce.  Unas 35 especies pasan todo su ciclo vital en agua dulce. Estas especies de agua dulce se encuentran en regiones tropicales disjuntas de Sudamérica (Colomesus asellus y Colomesus tocantinensis), África (seis especies de Tetraodon) y el sudeste asiático (Auriglobus, Carinotetraodon, Dichotomyctere, Leiodon y Pao). 

### Defensas naturales
Las defensas naturales únicas y distintivas del pez globo ayudan a compensar su lenta locomoción. Se mueve combinando movimientos de pectoral, dorsal, anal y aleta caudal. Esto lo hace muy maniobrable, pero muy lento, por lo que comparativamente es un blanco fácil de depredación.  Su aleta caudal se utiliza principalmente como timón, pero se puede utilizar para un repentino estallido evasivo de velocidad que no muestra nada del cuidado y la precisión de sus movimientos habituales. La excelente vista del pez globo, combinada con esta explosión de velocidad, es la primera y más importante defensa contra los depredadores.
El mecanismo de defensa secundario del pez globo, utilizado si se le persigue con éxito, consiste en llenar su estómago extremadamente elástico con agua (o aire cuando está fuera del agua) hasta que es mucho más grande y tiene una forma casi esférica.  Aunque no sean visibles cuando el pez globo no está inflado, todos los peces globo tienen espinas puntiagudas, por lo que un depredador hambriento puede encontrarse de repente con una bola puntiaguda y desagradable en lugar de una comida lenta y fácil.  Los depredadores que no prestan atención a esta advertencia (o tienen la «suerte» de atrapar al pez globo de repente, antes o durante el inflado) pueden morir asfixiados, y los que consiguen tragarse el pez globo pueden encontrar sus estómagos llenos de tetrodotoxina (TTX), lo que convierte a los peces globo en una presa desagradable y posiblemente letal. Esta neurotoxina se encuentra principalmente en el ovario y el hígado, aunque existen cantidades menores en el intestino y la piel, así como trazas en el músculo.  No siempre tiene un efecto letal sobre los grandes depredadores, como los tiburones, pero puede matar a los humanos.
Las larvas de pez globo están defendidas químicamente por la presencia de TTX en la superficie de la piel, lo que provoca que los depredadores las escupan.
No todos los peces globo son necesariamente venenosos; la carne del pez globo del norte no es tóxica (se puede encontrar un nivel de veneno en sus vísceras) y se considera un manjar en Norteamérica. El nivel de toxinas varía mucho incluso en peces que son venenosos. La neurotoxina de un pez globo no es necesariamente tan tóxica para otros animales como lo es para los humanos, y los peces globo son consumidos de forma rutinaria por algunas especies de peces, como el pez lagarto y tiburóns.
Los peces globo pueden mover los ojos de forma independiente, y muchas especies pueden cambiar el color o la intensidad de sus patrones en respuesta a los cambios ambientales. En estos aspectos, son algo similares al camaleón terrestre. Aunque la mayoría de los peces globo son monótonos, muchos tienen colores brillantes y marcas distintivas, y no intentan esconderse de los depredadores. Esto es probablemente un ejemplo de señal honesta aposematismo.
Delfines han sido filmados manipulando peces globo entre ellos de forma experta en un aparente intento de intoxicarse o entrar en un estado de trance.

### Reproducción
Muchos peces globo marinos tienen una fase de vida pelágica, o en mar abierto. El desove se produce después de que los machos empujen lentamente a las hembras hacia la superficie del agua o se unan a las hembras ya presentes. Los huevos son esféricos y flotantes. La eclosión se produce al cabo de unos cuatro días. Los alevines son diminutos, pero al ampliarlos tienen una forma que suele recordar a la de un pez globo.  Tienen boca y ojos funcionales y deben comer a los pocos días.  Los peces globo de agua salobre pueden reproducirse en bahías de forma similar a las especies marinas, o pueden reproducirse de forma más parecida a las especies de agua dulce, en los casos en los que se han desplazado lo suficientemente río arriba.
La reproducción de las especies de agua dulce varía bastante. Los globos enanos cortejan con machos que siguen a las hembras, posiblemente mostrando las crestas y quillas exclusivas de este subgrupo de especies.  Después de que la hembra acepte sus avances, llevará al macho hacia plantas u otra forma de cobertura, donde podrá liberar los huevos para la fertilización. El macho puede ayudarla frotándose contra su costado.  Esto se ha observado en cautividad, y son la única especie de pez globo que suele desovar en cautividad.
Los peces globo del grupo objetivo también se han reproducido en acuarios y siguen un comportamiento de cortejo similar, sin la exhibición de la cresta o la quilla. Los huevos se ponen, sin embargo, en un trozo plano de pizarra u otro material liso y duro, al que se adhieren. El macho los cuida hasta que eclosionan, soplándoles agua regularmente para mantenerlos sanos. Cuando los alevines eclosionan y se valen por sí mismos, termina su labor de crianza.
En 2012, los machos de la especie Torquigener albomaculosus' fueron documentados mientras tallaban grandes y complejas estructuras geométricas circulares en la arena del fondo marino en Amami Ōshima, Japón. Las estructuras sirven para atraer a las hembras y proporcionarles un lugar seguro para poner sus huevos.
La información sobre la cría de especies específicas es muy limitada. El T. nigroviridis, el pez globo de manchas verdes, se ha reproducido recientemente de forma artificial en cautividad. Se cree que desova en las bahías de forma similar a las especies de agua salada, ya que se ha descubierto que su esperma sólo es móvil a la máxima salinidad marina, pero nunca se ha observado su reproducción en libertad. Se ha informado de que Xenopterus naritus' fue el primero criado artificialmente en Sarawak, Borneo noroccidental, en junio de 2016, y el objetivo principal era el desarrollo de la acuicultura de la especie. 

### Dieta
La dieta de los peces globo puede variar en función de su entorno. Tradicionalmente, su dieta consiste sobre todo en algas y pequeños invertebrados. Pueden sobrevivir con una dieta completamente vegetariana si su entorno carece de recursos, pero prefieren una selección de alimentos omnívoros. Las especies más grandes de peces globo pueden utilizar sus dientes delanteros en forma de pico para abrir almejas, mejillones y otros moluscos. También se sabe que algunas especies de peces globo utilizan diversas técnicas de caza, desde la emboscada hasta la caza en aguas abiertas.

«Manchas,
Hinchador de manchas blancasHinchador de manchas blancas
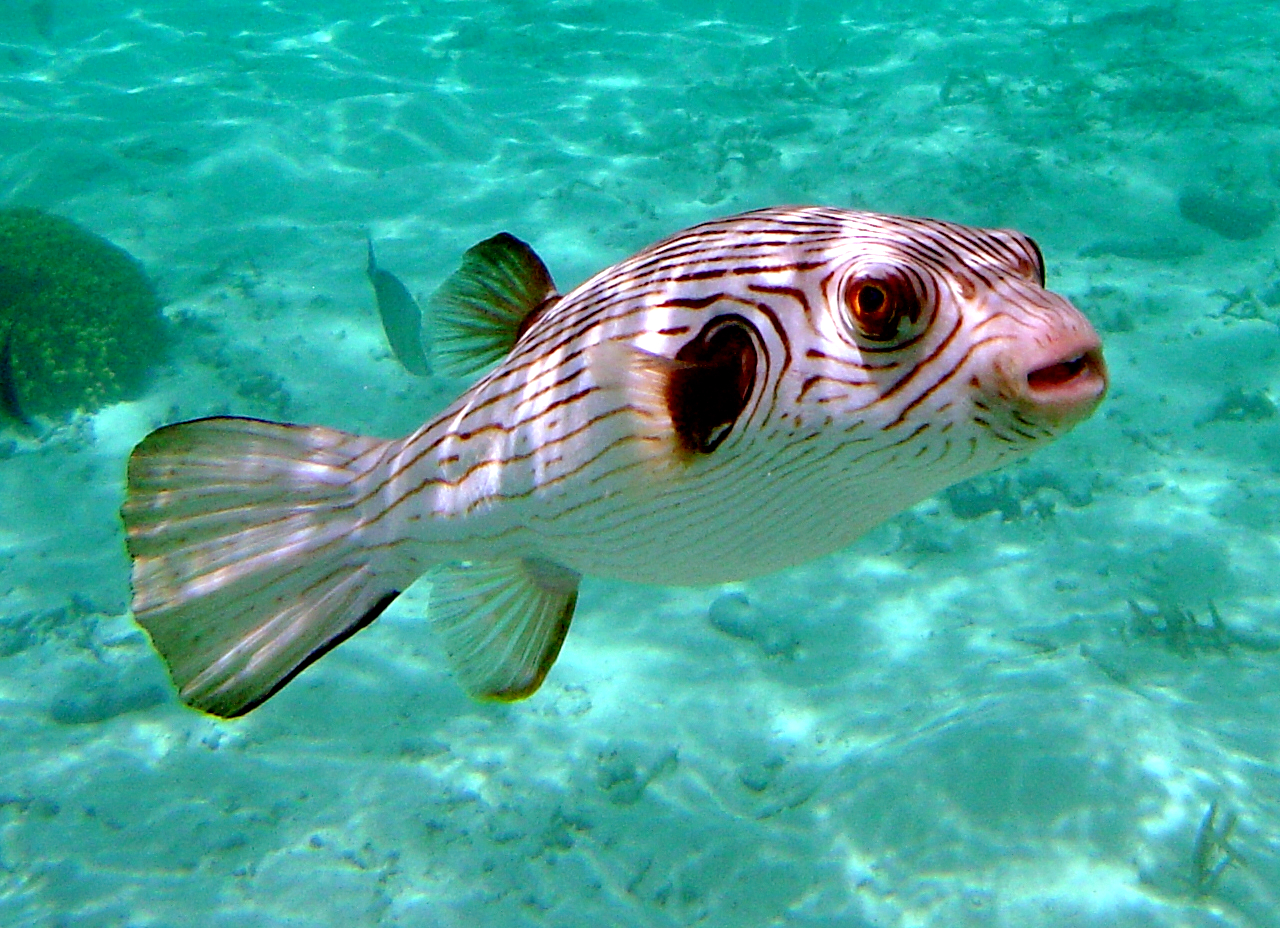
Bufón rayado
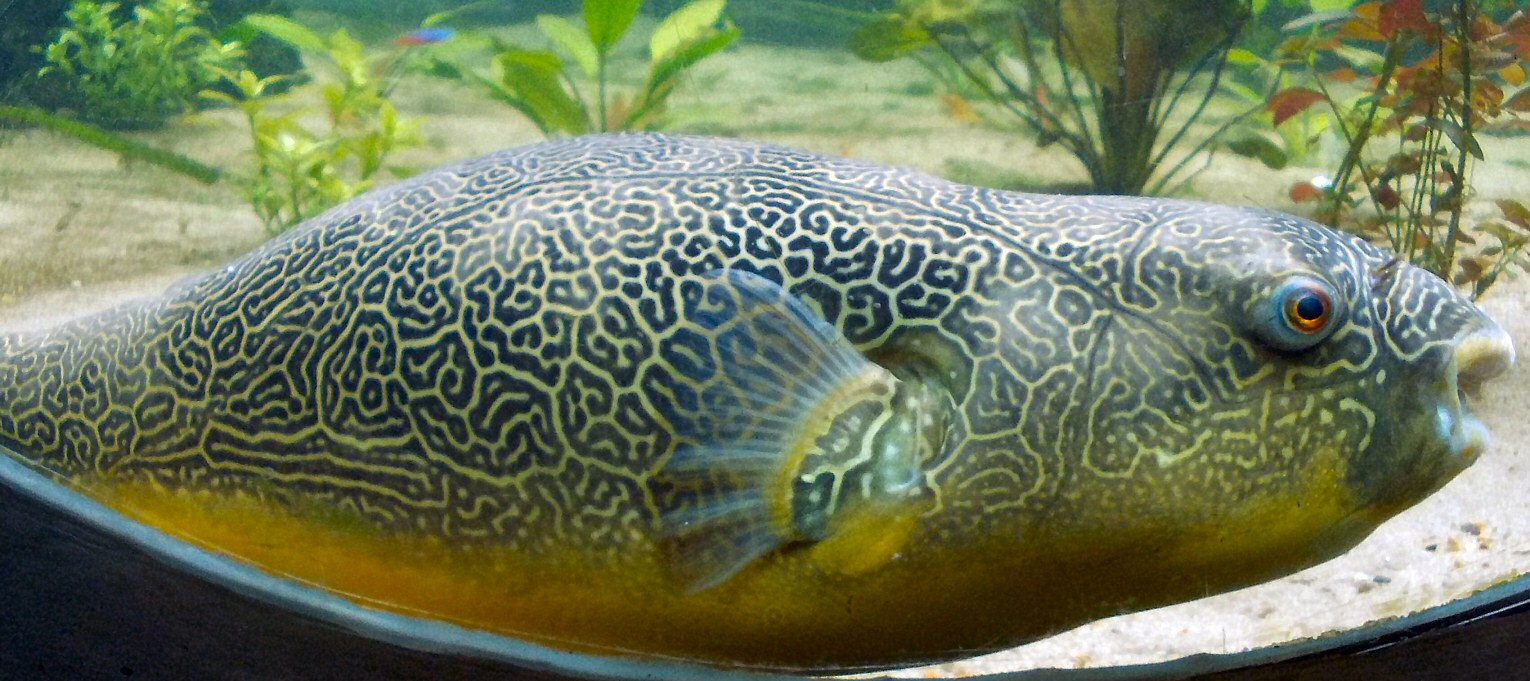
Elaborados skin pattern del giant or mbu puffer

## Evolución
Se calcula que los tetraodóntidos divergieron de los diodóntidos hace entre 89 y 138 millones de años. Los cuatro clados principales divergieron durante el Cretácico, hace entre 80 y 101 millones de años. El género de pez globo más antiguo conocido es Eotetraodon, de la época Luteciense del Eoceno medio europeo, con fósiles hallados en Monte Bolca y las montañas del Cáucaso. La especie de Monte Bolca, E. pygmaeus, coexistió con otros tetraodontiformes, incluida una especie extinta de diodóntido, peces caja primitivos (Proaracana y Eolactoria) y otras formas totalmente extintas, como Zignoichthys y los espinacántidos. El género extinto Archaeotetraodon se conoce a partir de fósiles europeos del Mioceno.

## Tetrodotoxina

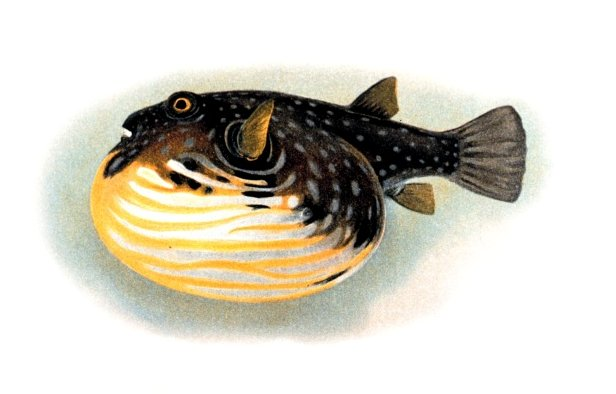
Pez globo de manchas blancas (Arothron hispidus).

Es una potente neurotoxina que se encuentra principalmente en las vísceras (por ejemplo, hígado, ovarios, testículos) de muchas especies de peces tetraodóntidos y diodóntidos, como el pez globo. Su ingesta hace disminuir todas las constantes vitales puesto que interfiere en la conductividad neuromuscular. Concretamente bloquea de una forma específica los canales de sodio, que se encuentran entre otros, en la membrana de las neuronas, y son los responsables de la generación de potenciales de acción (por depolarización de membrana hasta alcanzar el nivel umbral de disparo), lo que en última instancia produce la transmisión nerviosa. De esta forma, en presencia de TTX las neuronas son incapaces de producir potenciales de acción y no pueden producir impulsos que permitan a los músculos contraerse.

## Reproducción
En 2012, un fotógrafo submarino japonés filmó a machos de la especie Torquigener albomaculosus mientras esculpían grandes estructuras geométricas circulares, en la arena del fondo marino, en Amami Ōshima, Japón. Las estructuras aparentemente sirven para atraer hembras y proporcionarles un lugar seguro para que depositen sus huevos.

## Géneros
Según FishBase se consideran los siguientes géneros aceptados:
- Amblyrhynchotes
- Arothron
- Auriglobus
- Canthigaster
- Carinotetraodon
- Chelonodon
- Chonerhinos
- Colomesus
- Contusus
- Dichotomyctere
- Ephippion
- Feroxodon
- Guentheridia
- Javichthys
- Lagocephalus
- Leiodon
- Marilyna
- Omegophora
- Pao
- Pelagocephalus
- Polyspina
- Reicheltia
- Sphoeroides
- Takifugu
- Tetractenos
- Tetraodon
- Torquigener
- Tylerius

Además, se consideran dos géneros fósiles:
- †Archaeotetraodon
- †Leithaodon